# Caso Tatiane Spitzner
O Caso Tatiane Spitzner refere-se ao feminicídio da advogada Tatiane Spitzner na madrugada do dia 22 de julho de 2018 em Guarapuava, no interior do Paraná, por seu então marido Luis Felipe Manvailer, que foi condenado em 2021 a 31 anos de prisão em regime inicialmente fechado.

## Crime
Em 22 de julho o biólogo Luis Felipe Manvailer agrediu Tatiane Spitzner no estacionamento e no elevador do prédio onde moravam, o que foi gravado por câmaras de segurança. As agressões continuaram no domicílio do casal, com o criminoso esganando a vítima e depois jogando seu corpo pela sacada, para tentar fazer parecer um suicídio. Depois ele desceu para pegar o corpo e levá-lo para casa, simulando estar preocupado com o estado da esposa.  
Ele ainda limpou o apartamento para remover vestígios de sangue, tomou banho e trocou de roupa antes de rumar para o Paraguai, tendo sido preso perto da fronteira. 

## Prisão e investigações
Ouvindo barulho no apartamento ao menos quatro vizinhos chamaram a polícia, que só foi ao local quando uma nova ligação foi feita após Tatiane cair. Ao encontrar o corpo já no apartamento, os policiais iniciaram as buscas por Manvailer imediatamente. Preso, ele disse que a mulher sofria de depressão e havia se jogado da sacada após ler mensagens em seu celular, mas o laudo do IML apontou morte por asfixia, com as marcas de esganadura no pescoço da vítima. Um médico que pouco antes havia atendido os dois também disse que a vítima não parecia estar deprimida.  
As investigações também apontaram através de análises de mensagens nos celulares da vítima e do réu e em depoimentos de amigas de Tatiane que o casal brigava constantemente e que ele era agressivo e violento. Os pais da mulher negaram saber das agressões.  
Amigas também disseram em depoimentos que ela havia revelado horas antes do crime que iria pedir a separação e vizinhos que a viram na sacada antes do crime disseram que ela parecia mais com vontade de achar um lugar para escapar do que se jogar e que alguns minutos após entrar, sua voz não havia mais sido ouvida.

## Julgamento e pena
O criminoso foi julgado entre 4 e 10 de maio e condenado a 31 anos, nove meses e 18 dias de reclusão, mais 26 dias-multa, pelo homicídio qualificado (com as qualificadoras de motivo fútil, morte por meio meio cruel e feminicídio). Ele também foi condenado por fraude processual e ao pagamento de indenização no valor de R$ 100 mil aos pais da vítima por danos morais.  

### Estratégias da defesa
O julgamento foi adiado três vezes, inicialmente em dezembro de 2020 porque um dos advogados alegou ter covid-19 e em fevereiro de 2021 quando os representantes abandonaram a sessão alegando ter o "trabalho cerceado". O juiz, no entanto, aplicou uma multa de 100 salários mínimos aos advogados porque considerou que houve "abandono injustificado de plenário" e remarcou o julgamento para maio seguinte, com dois advogados dativos para evitar um novo abandono.  
Após a condenação, a defesa do réu recorreu, mas em junho de 2025 a última instância manteve a decisão sobre a pena. 

## Legado
Em 2019, o governo do Paraná instituiu o dia da morte da advogada, 22 de julho, como o Dia Estadual de Combate ao Feminicídio.

## Atualizações
Em junho de 2025 a família  da vítima abriu um processo para impedir que o assassino receba a herança deixada pela vítima, o que é permitido em lei por "indignidade". 